# Yaginumaella dali
Yaginumaella dali es una especie de araña saltarina del género Yaginumaella, familia Salticidae. Fue descrita científicamente por Shao, Li & Yang en 2014.
Habita en China.